# Паша-Тепе
Паша́-Тепе́ или Лы́сая (укр. Паша-Тепе, крымскотат. Paşa töpe, Паша тёпе) — невысокая (167 м) гора-останец в Крыму, находится западнее Феодосии. Название Паша-Тепе переводится с крымскотатарского, как «вершина паши» (paşa — паша, высокий титул в Османской империи, töpe — вершина).
Под горой, возле русла протекавшей здесь когда-то речки, археологами обнаружена своеобразная мастерская по изготовлению орудий труда, существовавшая здесь в переходное от палеолита к неолиту время. Здесь первобытные ремесленники изготавливали наконечники дротиков, стрел, резцы.
В 1904 году почётный гражданин Феодосии Иосиф Антонович Бьянки в своём саду у подножия Паша-Тепе во время рытья колодца обнаружил источник целебной минеральной воды. Исследования показали, что обнаруженная вода близка по составу к кавказским «Ессентукам № 20»  и австрийскому «Оберзальцбрунну». Бианки назвал воду «Паша-Тепе». В 1916 году вода была удостоена на Международной выставке Золотой медали. До революции на Феодосийской набережной, рядом с купальнями, находился изящный павильон «Паша-Тепе», где можно было попить целебной воды. Во время гражданской войны скважина была заброшена. Через много лет её очистили и начали эксплуатировать, и тогда минеральная вода получила новое название — «Феодосийская».
В шестидесятых годах прошлого века на вершине Паша-Тепе была построена телевышка. Тогда же склоны горы были засажены крымской сосной. По склонам горы проходил один из самых сложных спусков мотокросса в Советском Союзе, а сейчас — несколько непростых даунхилл-трасс, построенных местными велосипедистами.